# Polypterus ornatipinnis
El bichir ornado (Polypterus ornatipinnis) es una especie de pez actinopterigio de agua dulce. Su pesca carece de interés, pero es usado en acuariofilia.

## Morfología
Con el cuerpo característico de la familia pero casi cilíndrico, la longitud máxima descrita es de 60 cm. La cara dorsal coloreada de gris-marrón, dibujos de mármol con punteados de color claro, cabeza finamente reticulada, las aletas presentan puntos de color blanco alternados con puntos de color oscuro, formando una barra continua.

## Distribución y hábitat
Es una especie de agua dulce tropical, de comportamiento demersal, que suele habitar muy cerca de la superficie del agua, prefiriendo un rango de temperatura entre 26 y 28 °C. Habita las aguas quietas de los ríos, donde se alimenta de gusanos y larvas de insecto cuando es joven, pasando a alimentarse de peces cuando adulto, a los que caza de noche.
Se distribuye por ríos de la cuencia fluvial del río Congo, por Camerún, República Democrática del Congo y Angola. También se distribuye por la cuencia del lago Rukwa en Tanzania, y en la del lago Tanganica.